# Nokia 6270
Le Nokia 6270 est un téléphone de l'entreprise Nokia.

## Caractéristiques
- Système d'exploitation Symbian OS
- GSM
- 104 × 50 × 23 mm   pour 125 grammes
- Écran  de 320 × 240 pixel avec 262 144 couleurs
- Appareil photo numérique : 2 mégapixel soit 1 600 × 1 200 px
- Vibreur
- DAS : 0,74 W/kg.